# Rompetrol

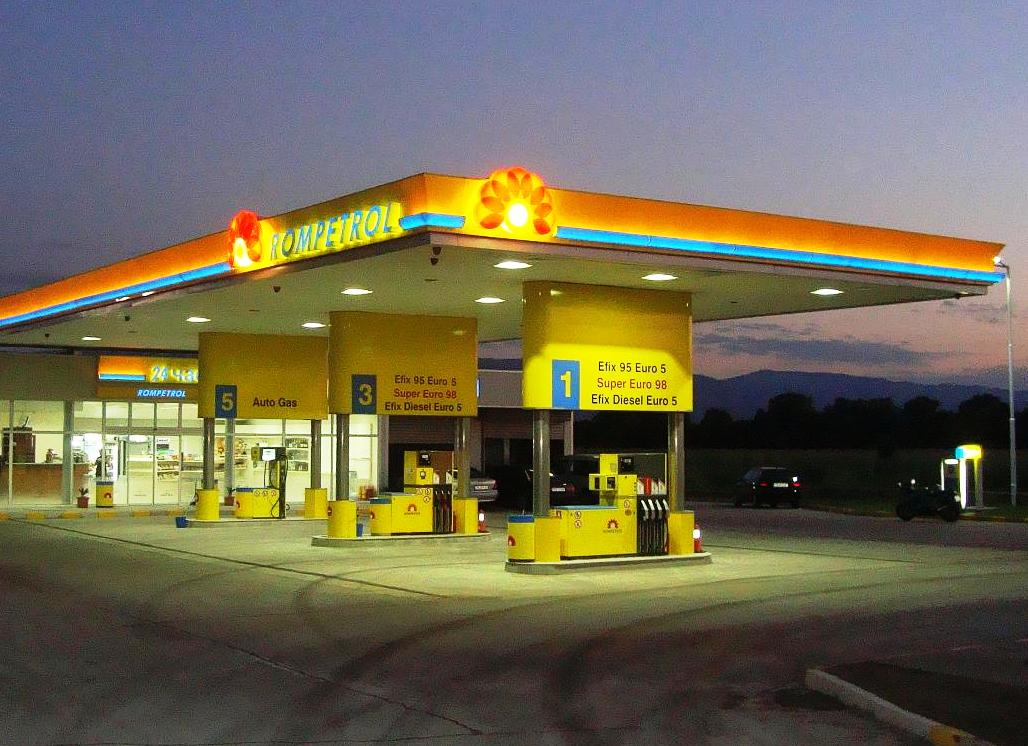
Rompetrol-Tankstelle

The Rompetrol Group N.V. ist ein multinationales Unternehmen mit Firmensitz in Amsterdam. Das Unternehmen ist an der Börse in Bukarest gelistet. Rompetrol wird gegenwärtig von Schanat Raschidowitsch Tussupbekow (CEO) geleitet. Das Unternehmen ist Eigentümer der Erdölraffinerie in Năvodari, Rumänien. Das Unternehmen wurde 1974 gegründet. Gegenwärtig produziert Rompetrol rund 14.000 Tonnen Rohöl täglich. Des Weiteren erwarb Rompetrol 1999 das Unternehmen Vega Refinery. Im Dezember 2005 erwarb Rompetrol das französische Erdölunternehmen Dyneff S.A. und übernahm hierdurch die Infrastruktur der Raffinerien und Erdöltankstellen von Dyneff. Das Unternehmen Rompetrol wird zu 100 Prozent von der Holding Rompetrol Holding S.A. kontrolliert.
Im August 2007 erwarb das kasachische Staatsunternehmen KazMunayGas von Dinu Patriciu 75 Prozent an Rompetrol für rund 2,7 Milliarden US-Dollar.